# ملفين كلارك جورج
ملفين كلارك جورج (بالإنجليزية: Melvin Clark George)‏ هو محامي وقاضي وسياسي أمريكي، ولد في 13 مايو 1849 في كلايدول في الولايات المتحدة، وتوفي في 22 فبراير 1933 في بورتلاند في الولايات المتحدة. حزبياً، نشط في الحزب الجمهوري. وقد انتخب عضو مجلس ولاية أوريغون وانتخب عضو مجلس النواب الأمريكي.